# Juan Luis Irazusta
Juan Luis Irazusta Adarraga (Hernani, Guipúzcoa, 28 de mayo de 1948) es un exfutbolista español que se desempeñaba como guardameta.

## Clubes
| Club                    | País   | Año       |
| ----------------------- | ------ | --------- |
| F. C. Barcelona Atlètic | España | 1970-1971 |
| C. E. Sabadell F. C.    | España | 1971-1972 |
| Real Zaragoza           | España | 1972-1983 |